# La fàbrica de somnis dels germans constructors
La fàbrica de somnis dels germans constructors (títol original en anglès, Builder Brothers Dream Factory) és una sèrie de televisió d'animació canadenca per a un públic preescolar, que es va estrenar el 26 de març de 2023 a Treehouse TV. És creada en col·laboració amb Drew i Jonathan Scott de la franquícia de televisió Property Brothers. La sèrie se centra en versions animades dels germans Scott de nens, que utilitzen la seva imaginació i creativitat per intentar ajudar el seu barri a resoldre problemes. S'ha doblat i subtitulat al català pel canal SX3, que va estrenar-la el 14 de juny de 2024.
El repartiment de veu original en anglès compta amb Kai Harris com a Jonathan i Christian Corrao com a Drew, així com Meadow Kingfisher, Desmond Sivan, Laelani Chanel Croan, Naomi Snieckus, Mercedez Gutierrez, Angelique Lazarus, Liam McKenna i Emily Watt en papers secundaris.

## Premis i reconeixements
| Premi                        | Data | Categoria                                        | Destinataris | Resultat | Refs  |
| ---------------------------- | ---- | ------------------------------------------------ | --- | -------- | ----- |
| Canadian Screen Music Awards | 2023 | Millor tema musical original del títol principal | Brian Chan, Caleb Chan | Nominats | [ 4 ] |
| Canadian Screen Awards       | 2024 | Programa o sèrie preescolar                      | Carla de Jong, Amory Millard, Drew Scott, Jonathan Scott, Josie Crimi, Matthew J.R. Bishop, Blair Powers, J. J. Johnson, Scott Kraft, Megan Laughton | Nominats | [ 5 ] |
| Canadian Screen Awards       | 2024 | Millor música original d'animació                | Ian LeFeuvre, Earl Tomo | Nominats | [ 5 ] |
| Canadian Screen Awards       | 2024 | Millor cançó original                            | Caleb Chan, Brian Chan "Builder Brothers Dream Factory Theme"                                                                                        | Nominats | [ 5 ] |